# Tennis Europe
Tennis Europe, tidigare European Tennis Association, bildades i Rom i Italien den 31 maj 1975, och är det europeiska idrottsförbundet för tennis. Högkvarteret finns i Basel i Schweiz.
2016 hade förbundet 50 medlemsförbund.
Francesco Ricci Bitti var ordförande åren 1993-1999.

### Fotnoter
1. ↑  ”Advantage Tennis Europe – Brochure”. http://www.tenniseurope.org/file_download.aspx?id=28613. Läst 25 april 2013.
2. ↑  ”About Tennis Europe”. http://www.tenniseurope.org/news/94108/Kosovo-becomes-50th-member-of-Tennis-Europe. Läst 30 april 2015.
3. ↑  ”Francesco Ricci Bitti”. Tennis Archives. Arkiverad från originalet den 6 november 2013. https://web.archive.org/web/20131106201703/http://tennisarchives.blogspot.com/2011/06/francesco-ricci-bitti.html. Läst 4 november 2013.